# I cattivi colpi
I cattivi colpi (Les Mauvais Coups) è un film francese del 1961 diretto da François Leterrier.
Dramma psicologico, racconta la storia del tragico declino di un matrimonio durato 10 anni. La sceneggiatura è tratta da un romanzo di Roger Vailland. È stato il primo film diretto da Leterrier, noto soprattutto per il suo ruolo da protagonista in Un condannato a morte è fuggito, film del 1956 diretto da Robert Bresson.

## Trama
Roberte e Milan sono una coppia affiatata che si è rifugiata nella solitudine di una tenuta nella campagna della Borgogna dopo aver vissuto sotto le luci della ribalta: lui come pilota di auto da corsa, lei come sua musa e mentore, devota e ammiratrice ma insaziabile di riconoscimenti, oltre che alcolizzata. Il confronto è entrato in un processo di distruzione reciproca. Hélène, la nuova maestra del villaggio, arriva e accentua suo malgrado il disordine della coppia, facendo amicizia con Roberte e inasprendo i sentimenti di Milan, che viene trascinato in una fuga che deve separarlo da Roberte. La conclusione rimanda i tre personaggi a se stessi e porta a un dramma.